# Epidiopatra drewinensis
Epidiopatra drewinensis är en ringmaskart som beskrevs av Augener 1918. Epidiopatra drewinensis ingår i släktet Epidiopatra och familjen Onuphidae. Inga underarter finns listade i Catalogue of Life.